# Giải bóng đá hạng nhất quốc gia Bỉ 1966–67
Đây là thống kê của Giải bóng đá hạng nhất quốc gia Bỉ mùa giải 1966-67.

## Tổng quan
Giải có sự tham gia của 16 đội, và R.S.C. Anderlecht giành chức vô địch.

## Bảng xếp hạng
| Vị thứ | Đội bóng                     | St | T  | H  | B  | BT | BB | Đ  | HS  | Ghi chú                                       |
| ------ | ---------------------------- | -- | -- | -- | -- | -- | -- | -- | --- | --------------------------------------------- |
| 1      | R.S.C. Anderlecht            | 30 | 20 | 7  | 3  | 63 | 12 | 47 | +49 | Tham gia European Cup 1967-68.                |
| 2      | Club Brugge K.V.             | 30 | 21 | 3  | 6  | 62 | 33 | 45 | +29 | Tham gia Inter-Cities Fairs Cup 1967–68.      |
| 3      | R.F.C. de Liège              | 30 | 16 | 7  | 7  | 43 | 27 | 39 | +16 | Tham gia Inter-Cities Fairs Cup 1967–68.      |
| 4      | Standard Liège               | 30 | 15 | 7  | 8  | 50 | 34 | 37 | +16 | Tham gia European Cup Winners' Cup 1967-68.   |
| 5      | Royal Antwerp FC             | 30 | 11 | 10 | 9  | 34 | 27 | 32 | +7  | Tham gia Inter-Cities Fairs Cup 1967–68.      |
| 6      | K. Sint-Truidense V.V.       | 30 | 12 | 7  | 11 | 43 | 41 | 31 | +2  |                                               |
| 7      | K.S.V. Waregem               | 30 | 9  | 12 | 9  | 28 | 27 | 30 | +1  |                                               |
| 8      | Daring Club Bruxelles        | 30 | 8  | 11 | 11 | 41 | 47 | 27 | -6  |                                               |
| 9      | Lierse S.K.                  | 30 | 9  | 8  | 13 | 34 | 39 | 26 | -5  |                                               |
| 10     | Beerschot                    | 30 | 9  | 8  | 13 | 47 | 55 | 26 | -8  |                                               |
| 11     | Beringen FC                  | 30 | 7  | 12 | 11 | 43 | 46 | 26 | -3  |                                               |
| 12     | KV Mechelen                  | 30 | 7  | 12 | 11 | 36 | 45 | 26 | -9  |                                               |
| 13     | Racing White                 | 30 | 7  | 11 | 12 | 35 | 48 | 25 | -13 |                                               |
| 14     | R. Charleroi S.C.            | 30 | 7  | 11 | 12 | 32 | 49 | 25 | -17 |                                               |
| 15     | La Gantoise                  | 30 | 7  | 8  | 15 | 31 | 56 | 22 | -25 | Xuống hạng Giải bóng đá hạng nhì quốc gia Bỉ. |
| 16     | R.F.C. Tilleur-Saint-Nicolas | 30 | 6  | 4  | 20 | 26 | 62 | 16 | -38 | Xuống hạng Giải bóng đá hạng nhì quốc gia Bỉ. |